# Nikolaj Vasiljevič Grinjev
Nikolaj Vasiljevič Grinjev (rusko Николай Васильевич Гринёв), sovjetski častnik, vojaški pilot, letalski as in heroj Sovjetske zveze.
Grinjev je v svoji vojaški službi dosegel 31 samostojnih in 6 skupnih zračnih zmag; poleg tega je uničil še štiri letala na zemlji.

## Življenjepis
Med sovjetsko-japonsko mejno vojno leta 1939 je bil pripadnik 22. lovskega letalskega polka (22. IAP); takrat je dosegel 4 samostojne in 6 skupnih zračnih zmag.
Med drugo svetovno vojno je dosegel 27 samostojnih zračnih zmag.

## Odlikovanja
- heroj Sovjetske zveze (17. november 1939)
- red Lenina (17. november 1939)
- red rdeče zastave
- red domovinske vojne I. razreda